# Paepalanthus pilosus
Paepalanthus pilosus là một loài thực vật có hoa trong họ Eriocaulaceae. Loài này được (Kunth) Kunth mô tả khoa học đầu tiên năm 1841.